# Przemysław Maciołek
Przemysław „Przemo” Maciołek (ur. 14 września 1966, zm. 16 listopada 2015) – polski gitarzysta, jeden z założycieli zespołu Poluzjanci, członek zespołu Sistars.
Skończył szkołę średnią muzyczną w klasie kontrabasu, następnie przez 3 lata studiów w Poznaniu uczył się gry na kontrabasie. Po ukończeniu 3. roku dostał się na Akademię Muzyczną w Katowicach na gitarę, gdzie studiował 4 lata i ukończył Wydział Jazzu. Nagrał m.in. płytę Mówię tak myślę nie wraz z Ewą Bem, Tribute to Andrzej Zaucha. Obecny z Kubą Badachem.
Współpracował z wieloma artystami polskiej sceny muzycznej, m.in. Agnieszka Chylińska, Kasia Cerekwicka, Ewa Bem, Numer Raz i Mathplanete. Zmarł 16 listopada 2015 roku przegrywając walkę z chorobą.

## Dyskografia
- Poluzjanci - Tak po prostu (2000, Epic)
- Mario Szaban - 50-lecie Rady Europy 1999-2000 (2000, N'Art)[2][3][4]
- Ewa Bem - Mówię tak, myślę nie (2001, Pomaton EMI)[5]
- The Globetrotters - Fairy Tales of the Trees (2003, Jazz Sound)[6]
- Sistars - Siła sióstr (2003, Wielkie Joł)
- Tede - 3h hajs, hajs, hajs (2003, Wielkie Joł)
- Sistars - EP (2004, Warner Music Poland)
- Numer Raz, DJ Zero – Muzyka, bloki, skręty (2004, Wielkie Joł)[7]
- Members of Pozytywne Wibracje - Pozytywne Wibracje Anthology (2004, STX Jamboree; Bonus CD - The Collectors Edition)[8][9]
- Sistars - A.E.I.O.U. (2005, Warner Music Poland)
- Mathplanete - Mathplanete (2006, EMI Music Poland)[10]
- Sistars - The Best of Sistars (2007, Warner Music Poland)
- Natalia Kukulska - Sexi Flexi (2007, Pomaton EMI)[11]
- Paulina Przybysz (jako Pinnawela) - Soulahili (2008, Penguin Records)[12]
- Kuba Badach - Tribute to Andrzej Zaucha. Obecny (2009, Agora)[13]
- Poluzjanci - Druga płyta (2009, Penguin Records)
- Paulina Przybysz (jako Pinnawela) - Renesoul (2011, Penguin Records)[14]
- Poluzjanci - Trzy metry ponad ziemią (2011, Penguin Records)
- Kasia Cerekwicka - Między słowami (2015, Sony Music Entertainment)
- Spoken Love - Spoken Love (2015, Warner Music Poland)[15]
- Kuba Badach - Oldschool (2017, Agora)